# Wat Pa Ban Tat
Wat Pa Ban Tat (alternativ Schreibweise: Wat Pa Baan Taad; Thai: วัดป่าบ้านตาด) ist ein Theravada buddhistisches Mönchskloster (Wat) in  der Provinz Udon Thani in der Nordost-Region von Thailand, dem so genannten Isan. 
Wat Pa Ban Tat wurde von den Mönch-Studenten in den 1950er Jahren selbst gegründet, die hier aus rein spirituellen Gründen zusammenkamen, um Instruktionen von einem authentischen Meister zu erhalten. Sogar Mönche aus westlichen Ländern ließen sich später hier ordinieren, einige leben hier noch immer, andere gründeten im westlichen Ausland ähnliche Klöster. Der in England gebürtige ehemalige Vize-Abt Ajahn Pannavaddho starb im August 2004. Der Abt Ajahn Maha Bua Nyanasampanno starb am 30. Januar 2011.